# Championnat NCAA masculin de basket-ball 1959
Navigation
1958 1960
Le Championnat NCAA de basket-ball 1959 mit aux prises 23 équipes s'affrontant en matchs à élimination directe jusqu'au Final Four qui se tint à Louisville (Kentucky). Les Golden Bears de la Californie s'imposent en finale face aux Mountaineers de la Virginie-Occidentale sur le score de 71 à 70.
Jerry West, de West Virginia, est désigné meilleur joueur du tournoi NCAA, ou Most Outstanding Player.

## Organisation du tournoi

### Villes hôtes
| \| New York Lexington Portland Las Cruces Charlotte Evanston Lawrence San Francisco Louisville \| Localisation des villes hôtes du tournoi final du championnat NCAA de basket-ball 1959 |
| New York Lexington Portland Las Cruces Charlotte Evanston Lawrence San Francisco Louisville                                                                                              |

| Tour       | Région     | Ville         | État             | Salle                                      | Université hôte                      |
| ---------- | ---------- | ------------- | ---------------- | ------------------------------------------ | ------------------------------------ |
| 1er tour   | Est        | New York      | New York         | Madison Square Garden                      | Université de Saint John             |
| 1er tour   | Midwest    | Lexington     | Kentucky         | Memorial Coliseum                          | Université du Kentucky               |
| 1er tour   | Ouest      | Portland      | Oregon           | Pacific International Livestock Exposition | -                                    |
| 1er tour   | Far West   | Las Cruces    | Nouveau-Mexique  | Las Cruces High School Gym                 | Université d'État du Nouveau-Mexique |
| Regionals  | Est        | Charlotte     | Caroline du Nord | Charlotte Coliseum                         | -                                    |
| Regionals  | Midwest    | Evanston      | Illinois         | McGaw Memorial Hall                        | Université Northwestern              |
| Regionals  | Ouest      | Lawrence      | Kansas           | Allen Fieldhouse                           | Université du Kansas                 |
| Regionals  | Far West   | San Francisco | Californie       | Cow Palace                                 | Université de San Francisco          |
| Final Four | Final Four | Louisville    | Kentucky         | Freedom Hall                               | Université de Louisville             |

Pour la seconde fois d'affilée, Louisville est l'hôte du Final Four. Deux villes accueillent les tournois régionaux pour la première fois: Portland et Las Cruces. Il s'agit d'ailleurs de la troisième fois en trois ans que des matches sont disputés au sein d'un lycée, à Las Cruces High School en l’occurrence.

### Équipes qualifiées
| Université                                   | Localisation                      | Équipe        | Manager         | Dernière participation | Qualification             | Saison régulière | Saison régulière |
| Université                                   | Localisation                      | Équipe        | Manager         | Dernière participation | Qualification             | Conférence       | Total            |
| Est                                          | Est                               | Est           | Est             | Est                    | Est                       | Est              | Est              |
| -------------------------------------------- | --------------------------------- | ------------- | --------------- | ---------------------- | ------------------------- | ---------------- | ---------------- |
| Université de Boston                         | Boston (Massachusetts)            | Terriers      | Matt Zunic      | -                      | Indépendant               | Indépendant      | 20-7             |
| Université du Connecticut                    | Storrs (Connecticut)              | Huskies       | Hugh Greer      | 1958                   | Vainqueur de l'YC         | 8-2              | 17-7             |
| Dartmouth College                            | Hanover (New Hampshire)           | Big Green     | Doggie Julian   | 1958                   | Vainqueur de l'Ivy League | 13-1             | 22-6             |
| Académie navale d'Annapolis                  | Annapolis (Maryland)              | Midshipmen    | Ben Carnevale   | 1954                   | Indépendant               | Indépendant      | 18-6             |
| Université de Caroline du Nord à Chapel Hill | Chapel Hill (Caroline du Nord)    | Tar Heels     | Frank McGuire   | 1957                   | Co-vainqueur de l'ACC     | 12-2             | 20-5             |
| Université Saint-Joseph de Philadelphie      | Philadelphie (Pennsylvanie)       | Hawks         | Jack Ramsay     | -                      | Vainqueur des MAC         | 7-0              | 22-5             |
| Université de Virginie-Occidentale           | Morgantown (Virginie-Occidentale) | Mountaineers  | Fred Schaus     | 1958                   | Vainqueur de la SoCon     | 11-0             | 29-5             |
| Mideast                                      |                                   |               |                 |                        |                           |                  |                  |
| Université d'État de Bowling Green           | Bowling Green (Ohio)              | Falcons       | Harold Anderson | -                      | Vainqueur de la MAC       | 9-3              | 18-8             |
| Université d'Eastern Kentucky                | Richmond (Kentucky)               | Colonels      | Paul McBrayer   | 1953                   | Vainqueur de l'OVC        | 10-2             | 16-6             |
| Université du Kentucky                       | Lexington (Kentucky)              | Wildcats      | Adolph Rupp     | 1958                   | 2e de la SEC              | 12-2             | 24-3             |
| Université de Louisville                     | Louisville (Kentucky)             | Cardinals     | Bernard Hickman | 1951                   | Indépendant               | Indépendant      | 19-12            |
| Université Marquette                         | Milwaukee (Wisconsin)             | Golden Eagles | Eddie Hickey    | 1955                   | Indépendant               | Indépendant      | 23-6             |
| Université d'État du Michigan                | East Lansing (Michigan)           | Spartans      | Forddy Anderson | 1957                   | Vainqueur de la B1G       | 12-2             | 19-4             |
| Midwest                                      |                                   |               |                 |                        |                           |                  |                  |
| Université de Cincinnati                     | Cincinnati (Ohio)                 | Bearcats      | George Smith    | 1958                   | Vainqueur de la MVC       | 13-1             | 26-4             |
| Université DePaul                            | Chicago (Illinois)                | Blue Demons   | Ray Meyer       | 1956                   | Indépendant               | Indépendant      | 13-1             |
| Université d'État du Kansas                  | Manhattan (Kansas)                | Wildcats      | Tex Winter      | 1958                   | Vainqueur de Big 8        | 14-0             | 25-2             |
| Université de Portland                       | Portland (Oregon)                 | Pilots        | Al Negratti     | -                      | Indépendant               | Indépendant      | 19-8             |
| Texas Christian University                   | Fort Worth (Texas)                | Horned Frogs  | Buster Brannon  | 1953                   | Vainqueur de la SWC       | 12-2             | 20-6             |
| Ouest                                        |                                   |               |                 |                        |                           |                  |                  |
| Université de Californie à Berkeley          | Berkeley (Californie)             | Golden Bears  | Pete Newell     | 1958                   | Vainqueur de la PCC       | 14-2             | 25-4             |
| Université d'État de l'Idaho                 | Pocatello (Idaho)                 | Bengals       | John Grayson    | 1958                   | Indépendant               | Indépendant      | 21-7             |
| Université d'État du Nouveau-Mexique         | Las Cruces (Nouveau-Mexique)      | Aggies        | Presley Askew   | 1952                   | Co-vainqueur de la BIAA   | 7-3              | 17-11            |
| Saint Mary's College de Californie           | Moraga (Californie)               | Gaels         | James Weaver    | -                      | Vainqueur de la WCAC      | 11-1             | 19-6             |
| Université de l'Utah                         | Salt Lake City (Utah)             | Utes          | Jack Gardner    | 1956                   | Vainqueur de la MSAC      | 13-1             | 21-7             |

## Les matchs

### Est
|  | Quarts de finale                        | Quarts de finale                        | Quarts de finale                        | Quarts de finale                        |                                         |                                         | Demi-finales | Demi-finales | Demi-finales                  | Demi-finales                  |                               |                               | Finale | Finale | Finale | Finale |
|  |                                         |                                         |                                         |                                         |                                         |                                         |              |              |                               |                               |                               |                               |        |        |        |        |
|  |                                         |                                         |                                         |                                         |                                         |                                         |              |              |                               |                               |                               |                               |        |        |        |        |
|  |                                         |                                         |                                         |                                         |                                         |                                         |              |              |                               |                               |                               |                               |        |        |        |        |
|  |                                         |                                         |                                         |                                         |                                         |                                         |              |              |                               |                               |                               |                               |        |        |        |        |
|  |                                         |                                         |                                         |                                         |                                         |                                         |              |              |                               |                               |                               |                               |        |        |        |        |
|  |                                         |                                         |                                         |                                         |                                         |                                         |              |              |                               |                               |                               |                               |        |        |        |        |
|  | Hawks de Saint-Joseph                   | Hawks de Saint-Joseph                   | 92                                      | 92                                      |                                         |                                         |              |              |                               |                               |                               |                               |        |        |        |        |
|  | Hawks de Saint-Joseph                   | Hawks de Saint-Joseph                   | 92                                      | 92                                      |                                         |                                         |              |              |                               |                               |                               |                               |        |        |        |        |
|  |                                         |                                         | Mountaineers de la Virginie-Occidentale | Mountaineers de la Virginie-Occidentale | 95                                      | 95                                      |              |              |                               |                               |                               |                               |        |        |        |        |
|  | Mountaineers de la Virginie-Occidentale | Mountaineers de la Virginie-Occidentale | Mountaineers de la Virginie-Occidentale | Mountaineers de la Virginie-Occidentale | 95                                      | 95                                      | 82           | 82           |                               |                               |                               |                               |        |        |        |        |
|  | Mountaineers de la Virginie-Occidentale | Mountaineers de la Virginie-Occidentale |                                         |                                         |                                         |                                         |              | 82           |                               |                               |                               |                               |        |        |        |        |
|  | Big Green de Dartmouth                  | Big Green de Dartmouth                  | 68                                      | 68                                      |                                         |                                         |              |              |                               |                               |                               |                               |        |        |        |        |
|  | Big Green de Dartmouth                  | Big Green de Dartmouth                  | 68                                      | 68                                      | Mountaineers de la Virginie-Occidentale | Mountaineers de la Virginie-Occidentale | 86           | 86           |                               |                               |                               |                               |        |        |        |        |
|  |                                         |                                         |                                         |                                         | Mountaineers de la Virginie-Occidentale | Mountaineers de la Virginie-Occidentale | 86           | 86           |                               |                               |                               |                               |        |        |        |        |
|  |                                         |                                         | Terriers de Boston                      | Terriers de Boston                      | 82                                      | 82                                      |              |              |                               |                               |                               |                               |        |        |        |        |
|  | Terriers de Boston                      | Terriers de Boston                      | Terriers de Boston                      | Terriers de Boston                      | 82                                      | 82                                      | 60           | 60           |                               |                               |                               |                               |        |        |        |        |
|  | Terriers de Boston                      | Terriers de Boston                      |                                         |                                         |                                         |                                         |              |              |                               |                               |                               |                               |        |        |        |        |
|  | Huskies du Connecticut                  | Huskies du Connecticut                  | 58                                      | 58                                      |                                         |                                         |              |              |                               |                               |                               |                               |        |        |        |        |
|  | Huskies du Connecticut                  | Huskies du Connecticut                  | 58                                      | 58                                      | Terriers de Boston                      | Terriers de Boston                      | 62           | 62           | Match pour la troisième place | Match pour la troisième place | Match pour la troisième place | Match pour la troisième place |        |        |        |        |
|  |                                         |                                         |                                         |                                         | Terriers de Boston                      | Terriers de Boston                      | 62           | 62           | Match pour la troisième place | Match pour la troisième place | Match pour la troisième place | Match pour la troisième place |        |        |        |        |
|  |                                         |                                         | Midshipmen de la Navy                   | Midshipmen de la Navy                   | 55                                      | 55                                      |              |              |                               |                               |                               |                               |        |        |        |        |
|  | Midshipmen de la Navy                   | Midshipmen de la Navy                   | Midshipmen de la Navy                   | Midshipmen de la Navy                   | 55                                      | 55                                      | 76           | 76           |                               |                               |                               |                               |        |        |        |        |
|  | Midshipmen de la Navy                   | Midshipmen de la Navy                   |                                         |                                         |                                         |                                         |              | 76           |                               |                               | Midshipmen de la Navy         | Midshipmen de la Navy         | 70     | 70     |        |        |
|  | Tar Heels de la Caroline du Nord        | Tar Heels de la Caroline du Nord        | 63                                      | 63                                      |                                         |                                         |              |              |                               |                               | Midshipmen de la Navy         | Midshipmen de la Navy         | 70     | 70     |        |        |
|  | Tar Heels de la Caroline du Nord        | Tar Heels de la Caroline du Nord        | 63                                      | 63                                      | Hawks de Saint-Joseph                   | Hawks de Saint-Joseph                   | 56           | 56           |                               |                               |                               |                               |        |        |        |        |
|  |                                         |                                         |                                         |                                         |                                         |                                         |              |              |                               |                               |                               |                               |        |        |        |        |

### Mideast
|  | Quarts de finale            | Quarts de finale            | Quarts de finale           | Quarts de finale           |                               |                               | Demi-finales                  | Demi-finales                  | Demi-finales | Demi-finales |                      |                      | Finale | Finale | Finale | Finale |
|  |                             |                             |                            |                            |                               |                               |                               |                               |              |              |                      |                      |        |        |        |        |
|  |                             |                             |                            |                            |                               |                               |                               |                               |              |              |                      |                      |        |        |        |        |
|  |                             |                             |                            |                            |                               |                               |                               |                               |              |              |                      |                      |        |        |        |        |
|  |                             |                             |                            |                            |                               |                               |                               |                               |              |              |                      |                      |        |        |        |        |
|  |                             |                             |                            |                            |                               |                               |                               |                               |              |              |                      |                      |        |        |        |        |
|  |                             |                             |                            |                            |                               |                               |                               |                               |              |              |                      |                      |        |        |        |        |
|  | Wildcats du Kentucky        | Wildcats du Kentucky        | 61                         | 61                         |                               |                               |                               |                               |              |              |                      |                      |        |        |        |        |
|  | Wildcats du Kentucky        | Wildcats du Kentucky        | 61                         | 61                         |                               |                               |                               |                               |              |              |                      |                      |        |        |        |        |
|  |                             |                             | Cardinals de Louisville    | Cardinals de Louisville    | 76                            | 76                            |                               |                               |              |              |                      |                      |        |        |        |        |
|  | Cardinals de Louisville     | Cardinals de Louisville     | Cardinals de Louisville    | Cardinals de Louisville    | 76                            | 76                            | 77                            | 77                            |              |              |                      |                      |        |        |        |        |
|  | Cardinals de Louisville     | Cardinals de Louisville     |                            |                            |                               |                               |                               | 77                            |              |              |                      |                      |        |        |        |        |
|  | Colonels d'Eastern Kentucky | Colonels d'Eastern Kentucky | 63                         | 63                         |                               |                               |                               |                               |              |              |                      |                      |        |        |        |        |
|  | Colonels d'Eastern Kentucky | Colonels d'Eastern Kentucky | 63                         | 63                         | Cardinals de Louisville       | Cardinals de Louisville       | 86                            | 86                            |              |              |                      |                      |        |        |        |        |
|  |                             |                             |                            |                            | Cardinals de Louisville       | Cardinals de Louisville       | 86                            | 86                            |              |              |                      |                      |        |        |        |        |
|  |                             |                             | Spartans de Michigan State | Spartans de Michigan State | 82                            | 82                            |                               |                               |              |              |                      |                      |        |        |        |        |
|  |                             |                             |                            |                            | 82                            | 82                            |                               |                               |              |              |                      |                      |        |        |        |        |
|  |                             |                             |                            |                            |                               |                               |                               |                               |              |              |                      |                      |        |        |        |        |
|  |                             |                             |                            |                            |                               |                               |                               |                               |              |              |                      |                      |        |        |        |        |
|  | Spartans de Michigan State  | Spartans de Michigan State  | 74                         | 74                         | Match pour la troisième place | Match pour la troisième place | Match pour la troisième place | Match pour la troisième place |              |              |                      |                      |        |        |        |        |
|  | Spartans de Michigan State  | Spartans de Michigan State  | 74                         | 74                         | Match pour la troisième place | Match pour la troisième place | Match pour la troisième place | Match pour la troisième place |              |              |                      |                      |        |        |        |        |
|  |                             |                             | Golden Eagles de Marquette | Golden Eagles de Marquette | 69                            | 69                            |                               |                               |              |              |                      |                      |        |        |        |        |
|  | Golden Eagles de Marquette  | Golden Eagles de Marquette  | Golden Eagles de Marquette | Golden Eagles de Marquette | 69                            | 69                            | 89                            | 89                            |              |              |                      |                      |        |        |        |        |
|  | Golden Eagles de Marquette  | Golden Eagles de Marquette  |                            |                            |                               |                               |                               | 89                            |              |              | Wildcats du Kentucky | Wildcats du Kentucky | 98     | 98     |        |        |
|  | Falcons de Bowling Green    | Falcons de Bowling Green    | 71                         | 71                         |                               |                               |                               |                               |              |              | Wildcats du Kentucky | Wildcats du Kentucky | 98     | 98     |        |        |
|  | Falcons de Bowling Green    | Falcons de Bowling Green    | 71                         | 71                         | Golden Eagles de Marquette    | Golden Eagles de Marquette    | 69                            | 69                            |              |              |                      |                      |        |        |        |        |
|  |                             |                             |                            |                            |                               |                               |                               |                               |              |              |                      |                      |        |        |        |        |

### Midwest
|  | Quarts de finale         | Quarts de finale         | Quarts de finale       | Quarts de finale       |                               |                               | Demi-finales                  | Demi-finales                  | Demi-finales        | Demi-finales |    |  | Finale | Finale | Finale | Finale |
|  |                          |                          |                        |                        |                               |                               |                               |                               |                     |              |    |  |        |        |        |        |
|  |                          |                          |                        |                        |                               |                               |                               |                               |                     |              |    |  |        |        |        |        |
|  |                          |                          |                        |                        |                               |                               |                               |                               |                     |              |    |  |        |        |        |        |
|  |                          |                          |                        |                        |                               |                               |                               |                               |                     |              |    |  |        |        |        |        |
|  |                          |                          |                        |                        |                               |                               |                               |                               |                     |              |    |  |        |        |        |        |
|  |                          |                          |                        |                        |                               |                               |                               |                               |                     |              |    |  |        |        |        |        |
|  | Wildcats de Kansas State | Wildcats de Kansas State | 102                    | 102                    |                               |                               |                               |                               |                     |              |    |  |        |        |        |        |
|  | Wildcats de Kansas State | Wildcats de Kansas State | 102                    | 102                    |                               |                               |                               |                               |                     |              |    |  |        |        |        |        |
|  |                          |                          | Blue Demons de DePaul  | Blue Demons de DePaul  | 70                            | 70                            |                               |                               |                     |              |    |  |        |        |        |        |
|  | Blue Demons de DePaul    | Blue Demons de DePaul    | Blue Demons de DePaul  | Blue Demons de DePaul  | 70                            | 70                            | 57                            | 57                            |                     |              |    |  |        |        |        |        |
|  | Blue Demons de DePaul    | Blue Demons de DePaul    |                        |                        |                               |                               |                               | 57                            |                     |              |    |  |        |        |        |        |
|  | Pilots de Portland       | Pilots de Portland       | 56                     | 56                     |                               |                               |                               |                               |                     |              |    |  |        |        |        |        |
|  | Pilots de Portland       | Pilots de Portland       | 56                     | 56                     | Wildcats de Kansas State      | Wildcats de Kansas State      | 75                            | 75                            |                     |              |    |  |        |        |        |        |
|  |                          |                          |                        |                        | Wildcats de Kansas State      | Wildcats de Kansas State      | 75                            | 75                            |                     |              |    |  |        |        |        |        |
|  |                          |                          | Bearcats de Cincinnati | Bearcats de Cincinnati | 85                            | 85                            |                               |                               |                     |              |    |  |        |        |        |        |
|  |                          |                          |                        |                        | 85                            | 85                            |                               |                               |                     |              |    |  |        |        |        |        |
|  |                          |                          |                        |                        |                               |                               |                               |                               |                     |              |    |  |        |        |        |        |
|  |                          |                          |                        |                        |                               |                               |                               |                               |                     |              |    |  |        |        |        |        |
|  | Bearcats de Cincinnati   | Bearcats de Cincinnati   | 77                     | 77                     | Match pour la troisième place | Match pour la troisième place | Match pour la troisième place | Match pour la troisième place |                     |              |    |  |        |        |        |        |
|  | Bearcats de Cincinnati   | Bearcats de Cincinnati   | 77                     | 77                     | Match pour la troisième place | Match pour la troisième place | Match pour la troisième place | Match pour la troisième place |                     |              |    |  |        |        |        |        |
|  |                          |                          | Horned Frogs de TCU    | Horned Frogs de TCU    | 73                            | 73                            |                               |                               |                     |              |    |  |        |        |        |        |
|  |                          |                          |                        |                        | 73                            | 73                            |                               |                               |                     |              |    |  |        |        |        |        |
|  |                          |                          |                        |                        |                               |                               |                               | Horned Frogs de TCU           | Horned Frogs de TCU | 71           | 71 |  |        |        |        |        |
|  |                          |                          |                        |                        |                               |                               |                               | Horned Frogs de TCU           | Horned Frogs de TCU | 71           | 71 |  |        |        |        |        |
|  | Blue Demons de DePaul    | Blue Demons de DePaul    | 65                     | 65                     |                               |                               |                               |                               |                     |              |    |  |        |        |        |        |
|  |                          |                          |                        |                        |                               |                               |                               |                               |                     |              |    |  |        |        |        |        |

### Ouest
|  | Quarts de finale              | Quarts de finale              | Quarts de finale      | Quarts de finale      |                               |                               | Demi-finales                  | Demi-finales                  | Demi-finales          | Demi-finales |    |  | Finale | Finale | Finale | Finale |
|  |                               |                               |                       |                       |                               |                               |                               |                               |                       |              |    |  |        |        |        |        |
|  |                               |                               |                       |                       |                               |                               |                               |                               |                       |              |    |  |        |        |        |        |
|  |                               |                               |                       |                       |                               |                               |                               |                               |                       |              |    |  |        |        |        |        |
|  |                               |                               |                       |                       |                               |                               |                               |                               |                       |              |    |  |        |        |        |        |
|  |                               |                               |                       |                       |                               |                               |                               |                               |                       |              |    |  |        |        |        |        |
|  |                               |                               |                       |                       |                               |                               |                               |                               |                       |              |    |  |        |        |        |        |
|  | Gaels de Saint Mary's         | Gaels de Saint Mary's         | 80                    | 80                    |                               |                               |                               |                               |                       |              |    |  |        |        |        |        |
|  | Gaels de Saint Mary's         | Gaels de Saint Mary's         | 80                    | 80                    |                               |                               |                               |                               |                       |              |    |  |        |        |        |        |
|  |                               |                               | Bengals d'Idaho State | Bengals d'Idaho State | 71                            | 71                            |                               |                               |                       |              |    |  |        |        |        |        |
|  | Bengals d'Idaho State         | Bengals d'Idaho State         | Bengals d'Idaho State | Bengals d'Idaho State | 71                            | 71                            | 62                            | 62                            |                       |              |    |  |        |        |        |        |
|  | Bengals d'Idaho State         | Bengals d'Idaho State         |                       |                       |                               |                               |                               | 62                            |                       |              |    |  |        |        |        |        |
|  | Aggies de New Mexico State    | Aggies de New Mexico State    | 61                    | 61                    |                               |                               |                               |                               |                       |              |    |  |        |        |        |        |
|  | Aggies de New Mexico State    | Aggies de New Mexico State    | 61                    | 61                    | Gaels de Saint Mary's         | Gaels de Saint Mary's         | 46                            | 46                            |                       |              |    |  |        |        |        |        |
|  |                               |                               |                       |                       | Gaels de Saint Mary's         | Gaels de Saint Mary's         | 46                            | 46                            |                       |              |    |  |        |        |        |        |
|  |                               |                               | Utes de l'Utah        | Utes de l'Utah        | 66                            | 66                            |                               |                               |                       |              |    |  |        |        |        |        |
|  |                               |                               |                       |                       | 66                            | 66                            |                               |                               |                       |              |    |  |        |        |        |        |
|  |                               |                               |                       |                       |                               |                               |                               |                               |                       |              |    |  |        |        |        |        |
|  |                               |                               |                       |                       |                               |                               |                               |                               |                       |              |    |  |        |        |        |        |
|  | Golden Bears de la Californie | Golden Bears de la Californie | 71                    | 71                    | Match pour la troisième place | Match pour la troisième place | Match pour la troisième place | Match pour la troisième place |                       |              |    |  |        |        |        |        |
|  | Golden Bears de la Californie | Golden Bears de la Californie | 71                    | 71                    | Match pour la troisième place | Match pour la troisième place | Match pour la troisième place | Match pour la troisième place |                       |              |    |  |        |        |        |        |
|  |                               |                               | Utes de l'Utah        | Utes de l'Utah        | 53                            | 53                            |                               |                               |                       |              |    |  |        |        |        |        |
|  |                               |                               |                       |                       | 53                            | 53                            |                               |                               |                       |              |    |  |        |        |        |        |
|  |                               |                               |                       |                       |                               |                               |                               | Bengals d'Idaho State         | Bengals d'Idaho State | 71           | 71 |  |        |        |        |        |
|  |                               |                               |                       |                       |                               |                               |                               | Bengals d'Idaho State         | Bengals d'Idaho State | 71           | 71 |  |        |        |        |        |
|  | Utes de l'Utah                | Utes de l'Utah                | 65                    | 65                    |                               |                               |                               |                               |                       |              |    |  |        |        |        |        |
|  |                               |                               |                       |                       |                               |                               |                               |                               |                       |              |    |  |        |        |        |        |

### Final Four
Le Final Four se déroule à Louisville
|  | Demi-finales                            | Demi-finales                            | Demi-finales                  | Demi-finales                  |                                         |                                         | Finale | Finale | Finale | Finale |
|  |                                         |                                         |                               |                               |                                         |                                         |        |        |        |        |
|  |                                         |                                         |                               |                               |                                         |                                         |        |        |        |        |
|  | Mountaineers de la Virginie-Occidentale | Mountaineers de la Virginie-Occidentale | 94                            | 94                            |                                         |                                         |        |        |        |        |
|  | Mountaineers de la Virginie-Occidentale | Mountaineers de la Virginie-Occidentale | 94                            | 94                            |                                         |                                         |        |        |        |        |
|  | Cardinals de Louisville                 | Cardinals de Louisville                 | 79                            | 79                            |                                         |                                         |        |        |        |        |
|  | Cardinals de Louisville                 | Cardinals de Louisville                 | 79                            | 79                            | Mountaineers de la Virginie-Occidentale | Mountaineers de la Virginie-Occidentale | 70     | 70     |        |        |
|  |                                         |                                         |                               |                               | Mountaineers de la Virginie-Occidentale | Mountaineers de la Virginie-Occidentale | 70     | 70     |        |        |
|  |                                         |                                         | Golden Bears de la Californie | Golden Bears de la Californie | 71                                      | 71                                      |        |        |        |        |
|  | Bearcats de Cincinnati                  | Bearcats de Cincinnati                  | Golden Bears de la Californie | Golden Bears de la Californie | 71                                      | 71                                      | 58     | 58     |        |        |
|  | Bearcats de Cincinnati                  | Bearcats de Cincinnati                  |                               |                               |                                         |                                         |        | 58     |        |        |
|  | Golden Bears de la Californie           | Golden Bears de la Californie           | 64                            | 64                            |                                         |                                         |        |        |        |        |
|  | Golden Bears de la Californie           | Golden Bears de la Californie           | 64                            | 64                            | Match pour la troisième place           |                                         |        |        |        |        |
|  |                                         |                                         |                               |                               |                                         |                                         |        |        |        |        |
|  |                                         |                                         |                               |                               |                                         |                                         |        |        |        |        |
|  | Cardinals de Louisville                 | Cardinals de Louisville                 | 85                            | 85                            |                                         |                                         |        |        |        |        |
|  | Cardinals de Louisville                 | Cardinals de Louisville                 | 85                            | 85                            |                                         |                                         |        |        |        |        |
|  | Bearcats de Cincinnati                  | Bearcats de Cincinnati                  | 98                            | 98                            |                                         |                                         |        |        |        |        |
|  | Bearcats de Cincinnati                  | Bearcats de Cincinnati                  | 98                            | 98                            |                                         |                                         |        |        |        |        |

## Récompenses

### Récompenses individuelles
- NCAA Tournament Most Outstanding Player :  Jerry West (Mountaineers de la Virginie-Occidentale)
- USBWA Player of the Year :  Oscar Robertson (Bearcats de Cincinnati)
- UPI College Football Player of the Year :  Oscar Robertson (Bearcats de Cincinnati)
- Sporting News Player of the Year :  Oscar Robertson (Bearcats de Cincinnati)
- Helms Foundation Player of the Year :  Oscar Robertson (Bearcats de Cincinnati)
- NIT Most Valuable Player :  Tony Jackson (Red Storm de Saint John)
- Premier et deuxième cinq majeurs :

| Meilleur cinq majeur de NCAA | Meilleur cinq majeur de NCAA | Meilleur cinq majeur de NCAA            | Deuxième cinq majeur de NCAA | Deuxième cinq majeur de NCAA | Deuxième cinq majeur de NCAA |
| Position                     | Joueur                       | Équipe                                  | Position                     | Joueur                       | Équipe                       |
| ---------------------------- | ---------------------------- | --------------------------------------- | ---------------------------- | ---------------------------- | ---------------------------- |
| Meneur                       | Oscar Robertson              | Bearcats de Cincinnati                  | Meneur                       | Don Hennon                   | Panthers de Pittsburgh       |
| Arrière                      | Jerry West                   | Mountaineers de la Virginie-Occidentale | Arrière                      | Leo Byrd                     | Thundering Herd de Marshall  |
| Ailier                       | Bailey Howell                | Bulldogs de Mississippi State           | Ailier                       | Johnny Green                 | Spartans de Michigan State   |
| Ailier fort                  | Bob Boozer                   | Wildcats de Kansas State                | Ailier fort                  | Tom Hawkins                  | Fighting Irish de Notre-Dame |
| Arrière                      | Johnny Cox                   | Wildcats du Kentucky                    | Meneur                       | Al Seiden                    | Red Storm de Saint John      |